# Marie-Monique Robin
Marie-Monique Robin (Gourgé, 1960) es una periodista de investigación, directora y escritora francesa. Ha recibido el premio Albert-Londres en 1995 y el premio noruego Rachel Carson en 2009.

## Biografía
Marie-Monique Robin nació y creció en Gourgé (Deux-Sèvres), donde sus padres eran agricultores. Estudió ciencias políticas en la Universidad del Sarre (Alemania) y es diplomada en periodismo por el Centro Universitario de Estudios en Periodismo de la Universidad de Estrasburgo. Comenzó su carrera en la cadena France 3 Région y trabajó para la agencia CAPA de 1989 a 1999 antes de convertirse en periodista independiente. Desde 1989, realizó cuarenta películas y obtuvo treinta premios, entre ellos el Buffon (Festival International du Film Scientifique), varios premios en el Festival Internacional de Scoop de Angers o em FIGRA. Sus películas son el resultado de un largo estudio de campo, proporcionando una mirada crítica sobre la situación de los derechos humanos en distintas partes del mundo, especialmente en América Latina, que visitó más de 80 veces. Investigó sobre el uso de la coca por los indígenas en Colombia (Mama Coca, 1990) sobre la prevención del sida en Cuba (SIDA y Revolución, 1989) o la participación del ejército francés en la Operación Cóndor (Escuadrones de la muerte, la escuela francesa, 2003). También ha realizado varios documentales en Francia como La rebelión de las mujeres maltratadas (2000). La escuela de la sospecha (2005) muestra los excesos de la lucha contra la pedofilia. En 2002, realizó una película sobre la investigación científica de los fenómenos paranormales (El sexto sentido). Desde 2004, Robin se centra en las amenazas a la biodiversidad y la apropiación de la vida por parte de los gigantes de la biotecnología (Piratas de la vida, Trigo: Crónica de una muerte anunciada, 2005, El mundo según Monsanto, 2008).
Marie-Monique Robin es también autora de varios ensayos, algunos de los cuales han sido grandes éxitos (Las 100 fotos del siglo ha vendido más de 600.000 copias). Esa es una de las peculiaridades de su trabajo de investigación: cada uno de sus libros describe en detalle la investigación realizada con ocasión de sus películas y profundiza sobre el tema.

## Obras

### Voleurs d'yeux,1993
Voleurs d'yeux (Ladrones de ojos) es un documental realizado en el año 1993 y trata sobre el problema del tráfico de órganos. La investigación periodística se centra en Argentina, México, Colombia, Estados Unidos y Europa y conecta la escasez de órganos, particularmente en Europa, y los casos probados de tráfico de órganos en América Latina. Aclamado y premiado en un primer momento, el documental fue posteriormente objeto de una controversia centrada en la historia de un testigo, un niño sin ojos. La veracidad de este robo fue cuestionada por oftalmólogos que demostraron que sufrió una infección. Marie-Monique Robin recibió el premio Albert-Londres (además de otros cinco premios) por este documental. Suspendido en el momento de la controversia, se confirmó posteriormente, pues el jurado no encontró voluntad manifiesta de fraude.

### Las 100 fotos del siglo,1998
Entre 1998 y 2000, Marie-Monique Robin realiza 100 cortos de 6 minutos y escribe una serie de artículos acerca de 100 fotografías que han marcado la historia del fotoperiodismo en el siglo XX (Les 100 photos du siècle, Las cien fotos del siglo). El objetivo de la serie es encontrar y entrevistar al autor y los protagonistas o testigos vivos más cercanos a la escena de cada fotografía seleccionada. Marie-Monique Robin entrevista así a Conrad Schumann, el Vopo berlinés de la famosa fotografía de Peter Leibing, a Jane Rose Kasmir, la pacifista con una flor en la mano de la foto tomada por Marc Riboud, y a Kim Phuc, la niña quemada por el napalm durante la Guerra de Vietnam. En ocasiones fueron necesarios meses y una investigación minuciosa para que el equipo de investigación de la agencia CAPA, con la complicidad de los fotógrafos o sus herederos legales, pudiera encontrar a los protagonistas de estas escenas que la fotografía hizo entrar en la memoria colectiva. La serie se difundió inicialmente en Arte y en las páginas de Le Figaro Magazine y posteriormente en treinta canales extranjeros. Dará lugar así mismo a un libro del mismo nombre.

### La science face au paranormal,2002
El documental ofrece una visión general de los llamados fenómenos paranormales (telepatía, sueños premonitorios, la levitación, etc.)a través del análisis de cuentos, testimonios, creencias ancestrales, incluidos experimentos realizados en la Universidad de Edimburgo y en centros académicos de EE.UU. como Princeton. Al dar voz a científicos, la investigación ofrece un «viaje fascinante que invita a trascender la separación operada por el pensamiento occidental entre el espíritu y la materia,» según las palabras de la revista Science et Vie. Emitido en Arte y Canal +, La ciencia frence a lo paranormal dio lugar, posteriormente, a un libro (El Sexto Sentido: Ciencia y Espiritualidad, diseñado en colaboración con Mario Varvoglis). Cuando se emitió el documental, la revista  Le Monde télévisions  escribió: «rechazados por los científicos, sobre todo en Francia, los fenómenos paranormales interesan a muchos parapsicólogos, profesores y neurólogos en todo el mundo que intentan comprender, tomando como punto de partida experiencias perturbadoras, lo que sucede en el cerebro cuando una persona entra en lo que ellos llaman un "estado alterado de conciencia" [...] sin tratar de convencer a toda costa este estudio se centra principalmente en el estudio de los fenómenos observados diariamente por estos investigadores singulares [...] pero no aporta una mirada crítica que permita comprender por qué, en Francia, clarividencia siempre rima con creencia». Por el contrario, las organizaciones y sitios científicos como AFIS y imposteurs.over-blog.com, que también se oponen a las alegaciones de la autora sobre los OGM, han expresado opiniones muy negativas sobre El sexto sentido.

### Escadrons de la mort, l'école française,2003
El libro y el documental se basan en una investigación que muestra los vínculos entre los servicios secretos franceses con sus homólogos de Argentina y Chile (DINA). Robin muestra como los métodos empleados por las fuerzas de seguridad argentinas durante la guerra sucia de 1976 a 1982 y durante la Operación Cóndor se basaron en las técnicas que las fuerzas de seguridad francesas enseñaron a las argentinas. Esta película ganó el premio al Mejor Documental política otorgado por el Senado francés. Por otra parte, Escuadrones de la muerte, la escuela francesa contribuyó a la detención de antiguos generales de la dictadura argentina. De hecho, la directora consigue entrevistarse con algunos de ellos y obtener confesiones importantes acerca de la tortura y la eliminación sistemática de opositores políticos. Estos videos constituyeron pruebas relevantes durante su procesamiento en Argentina.

### El mundo según Monsanto,2008
Le monde selon Monsanto (El mundo según Monsanto) cuenta la historia de la empresa de St. Louis. Implantada en cuarenta y seis países, Monsanto se ha convertido en el líder mundial de los OMG (más del 90% de la cuota de mercado), la compañía también produce PCB (piraleno), herbicidas (como el agente naranja usado durante la Guerra de Vietnam) u hormonas de crecimiento bovino y lácteo prohibidas en Europa. El documental explica que desde su creación en 1901, la firma acumuló procesos por envenenamiento o contaminación, al tiempo que se presenta hoy en día como una empresa de "ciencias de la vida", convertida a las virtudes del desarrollo sostenible. En su investigación, la periodista afirma que "para imponer su mundo OMG, Monsanto se ha infiltrado en las principales esferas científicas y regulatorias". Traducido a 15 idiomas, el libro y la película fueron un éxito internacional.

### Tortura made in USA, 2008-2009
Torture made in USA muestra cómo «la tortura se ha convertido en un instrumento de la política de EE.UU. en la lucha contra el terrorismo, al tiempo que plantea la cuestión de la responsabilidad de los altos funcionarios de la administración Bush y su enjuiciamiento por "crímenes de guerra"». Los documentos y testimonios recogidos en la película tienen el objetivo de demostrar que los maltratos a los prisioneros iraquíes en la prisión de Abu Ghraib no fueron debidos al mal comportamiento de unas cuantas «manzanas podridas» -como afirmó la versión oficial-, sino el resultado de una política consciente y legitimada por la administración Bush, a pesar de violar la ley de EE.UU. y las Convenciones de Ginebra. En el documental aparecen entre otros los testimonios del general Sánchez, exjefe de las fuerzas de la coalición en Irak, Michael Scheuer, director del programa de detenciones secretas de la CIA o Janis Karpinski, comandante de las prisiones en Irak en 2003 y 2004. La película también explica que este programa generó dudas y resistencia en el Departamento de Estado y en el gabinete de Colin Powell. La película fue transmitida por ARTE en 2011. Contó con el apoyo de Amnistía Internacional, Human Rights Watch y de Action des chrétiens pour l'abolition de la torture.

### Nuestro veneno cotidiano,2010
Notre poison quotidien (Nuestro veneno cotidiano) es un documental realizado en 2010 en coproducción con Arte e INA France y emitido por primera vez en el Festival international des programmes audiovisuels (FIPA) de Biarritz. El documental, y el libro que lo siguió, investiga las causas del aumento de la incidencia del cáncer, enfermedades neurológicas, autoinmunes y disfunciones sexuales en el mundo occidental en los últimos treinta años. Como resultado de una investigación en Asia, Norteamérica y Europa, y apoyándose en numerosos estudios científicos, y testimonios de representantes de las agencias de regulamentación, como la Administración de Alimentos y Medicamentos estadounidense (FDA) o la Autoridad Europea de Seguridad Alimentaria (EFSA), el documental muestra que la causa principal de la epidemia es de origen medioambiental: se debe a las más de 100000 moléculas químicas que han invadido nuestro entorno, y principalmente nuestra alimentación, después de la Segunda Guerra Mundial. Este extenso estudio reconstruye los procesos a los que son sometidos los alimentos, desde su cultivo (pesticidas) hasta el plato del consumidor (aditivos y plásticos). Desenmascara el sistema de evaluación y homologación de productos químicos a través del ejemplo de los pesticidas, del aspartamo y del bisfenol A (BPA) y demuestra que es completamente defectuoso e inadecuado. También hace referencia a las presiones que ejerce la industria química para mantener este sistema.

### Las cosechas del futuro,2012
Les Moissons du futur (Las cosechas del futuro) constituye el tercer documental de la trilogía dedicada al mundo de la alimentación, después de Le monde selon Monsanto y Notre poison quotidien. Marie Monique Robin se centra en los problemas derivados de alimentar a una población de 9 mil millones de habitantes, la esperada en 2050. Basándose en el testimonio de expertos y agricultores hace un balance del modelo agroindustrial: no sólo no alimenta al mundo, sino que contribuye al calentamiento global, al agotamiento de los suelos, de los recursos hídricos y la biodiversidad, y empuja a la marginación a millones de campesinos. Por el contrario, según explica, la agroecología puede ser más eficaz y convertirse en un modelo productivo sostenible. Su investigación muestra que se puede resolver el problema de la alimentación haciendo las cosas de otra manera, respetando los recursos y el medio ambiente, a condición de revisar radicalmente el sistema de distribución de alimentos y de devolver a los campesinos un papel protagonista en esta evolución.

## Filmografía
- 1989 : Sida et révolution, 26'
- 1990 : Cuba si, Cuba no, 52'
- 1990 : La vallée des centenaires, 26'
- 1990 : Mama coca, 26’
- 1990 : Les jacqueries du bocage, 26'
- 1990 : Apartheid dans le sud Tyrol, 26'
- 1992 : Ça n'arrive qu'ailleurs, 26'
- 1993 : Voleurs d'organes, 52'
- 1994 : Le plus bel endroit du monde, 26’
- 1994 : Cuba, l'histoire d'un mythe, 2 x 52'
- 1995 : Le théâtre des mules, 52'
- 1995 : Voleurs d'yeux, 40', M6, Prix Albert-Londres 1995
- 1997 : La faillite des paysans, 26'
- 1995 : Le guérillero des laboratoires, 52'
- 1997 : Mon père, le Che, 62’
- 1998 : Petites et grande histoire du stade de France, 90’
- Les cent photos du siècle, de febrero de 1998 a febrero de 2000 en ARTE
- 2000 : Paroles de flics, 52'
- 2000 : La révolte des femmes battues, 75'
- 2001 : Paroles de profs, 52’
- 2001 : Paroles d’agents, 52’
- 2001 : Cuba : l'île aux trésors, 52'
- 2002 : Escale à Cuba, 75'
- 2002 : L’ère du soupçon, 52'
- 2003 : Escadrons de la mort, l'école française, 60’, CANAL +/ ARTE.
- 2004 : La science face au paranorma], 52', Canal +
- 2004 : Chasse au pédophile : quand la rumeur tue, 40’
- 2005 : Blé : chronique d’une mort annoncée ?, 52’
- 2005 : Les pirates du vivant, 57’, ARTE.
- 2005 : Argentine, le soja de la faim, 26’
- 2006 : On les appelait les dames du planning, 52’
- 2007 : L’École du soupçon, 52’
- 2008 : Le Monde selon Monsanto, 108’, ARTE.
- 2009 : Torture made in USA, 85’, 2009.
- 2010 : Notre poison quotidien, 113’, coproducción de Arte France et INA France 2010.
- 2012 : Les Moissons du futur, 90’, coproducción de ARTE France, M2R Films, CFRT, SOS Faim Belgique.